# 杨以涵
杨以涵（1927年—），男，奉天（今辽宁）铁岭人，中国电力系统及其自动化专家，曾任华北电力学院电力系系主任、教授、博士生导师。